# Евдокия Дмитриевна
Евдоки́я Дми́триевна (1353—1407) — дочь великого князя Суздальского Дмитрия Константиновича. В 13-летнем возрасте выдана замуж за 15-летнего великого князя Московского Дмитрия Ивановича Донского. Известна своей благотворительностью.
Известна также как преподобная Евфросиния Московская (в монашестве); в 2007 году отмечалось 600-летие её преставления, в ознаменование чего 21 августа того же года была учреждена новая награда Русской православной церкви — орден преподобной Евфросинии, великой княгини Московской.

## Семья
- Отец — Дмитрий Константинович (князь суздальский), мать — княгиня Анна. Их другие дети[3][4]:
  - Василий Дмитриевич Кирдяпа, родоначальник князей Шуйских
  - Симеон Дмитриевич, умер в 1402 году в изгнании в Вятке
  - Иван Дмитриевич, погиб в 1377 году в битве на Пьяне
  - Мария Дмитриевна, вышла замуж за московского боярина Микулу Васильевича Вельяминова, погибшего на Куликовом поле

## Биография

### В браке с Дмитрием Ивановичем
В 1366 году отец выдал Евдокию замуж за Великого князя Московского Дмитрия Ивановича, позднее прозванного Донским; брак был залогом прекращения междоусобной борьбы Московского и Суздальско-Нижегородского княжеств и знаменовал собой окончательное примирение двух князей.
Евдокия Дмитриевна провела с Дмитрием Ивановичем 22 года в счастливом браке, которому «земля Русская была рада». Венчание происходило в Воскресенской церкви (одна из церквей Коломенского кремля).

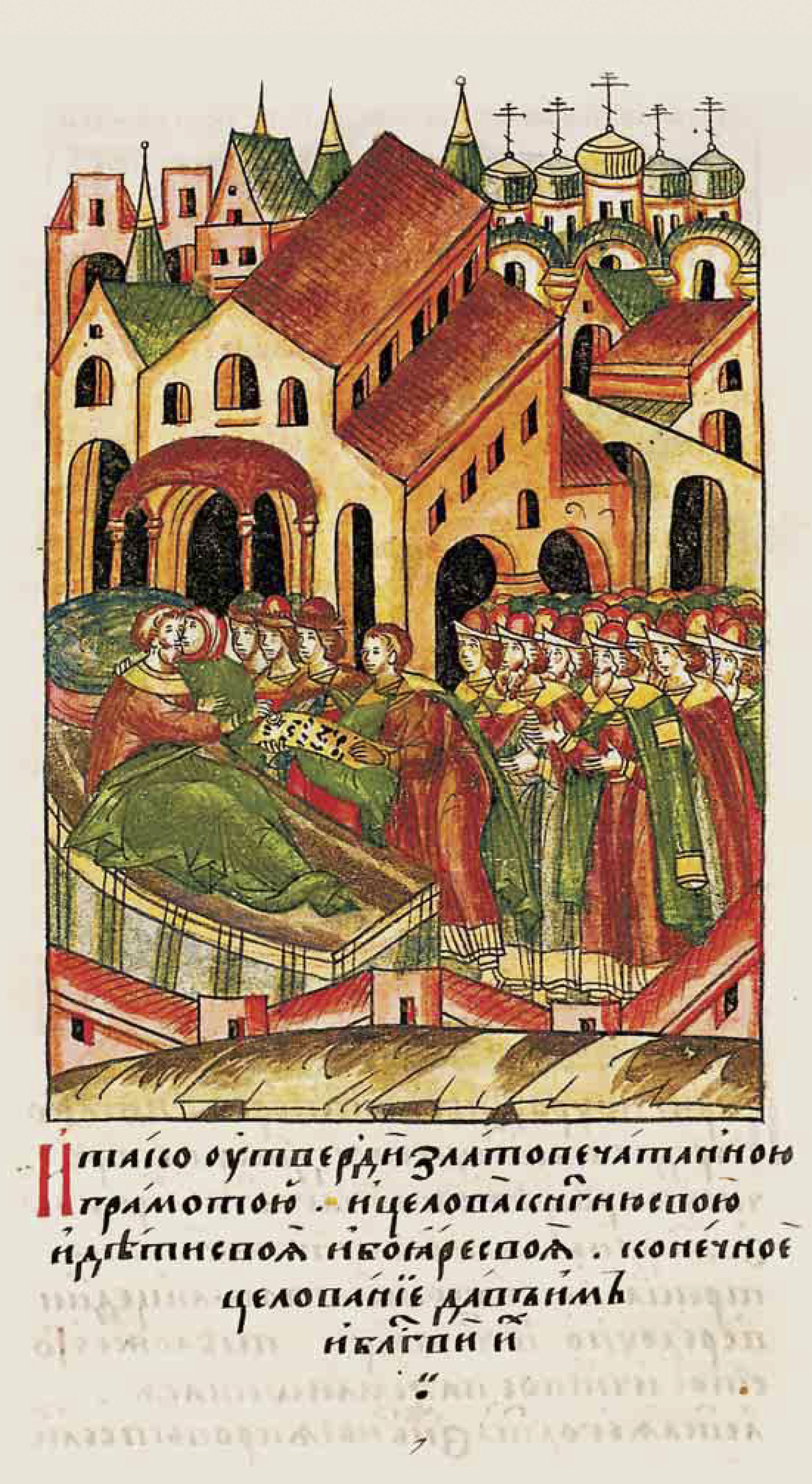
Дмитрий Донской целует жену перед смертью. Миниатюра из Лицевого летописного свода. XVI век

19 мая 1389 года Дмитрий Донской скончался в возрасте 38 лет. «Слово о житии Bеликого князя Дмитрия Ивановича» приводит пространный плач княгини по его кончине:

Зачем ты умер, жизнь моя, дорогой мой, меня вдовою оставив? Почему я не умерла прежде тебя? Погас свет очей моих. Где ты сейчас, сокровище жизни моей? Почему не поговоришь со мной, прекрасный свет очей моих? Почему так рано увял, виноград многоплодный? Уже не подашь плода сердцу моему и сладости души моей! Почему не посмотришь на меня, не промолвишь мне какого-нибудь слова? Ужели забыл меня? Почему не смотришь на меня и на детей своих, почему не отвечаешь им? На кого ты меня оставил? Солнце мое, рано ты зашло, месяц мой прекрасный, рано ты померк. Звезда восточная, зачем на запад уходишь? (…) Свет мой ясный, зачем померк ты? Если Бог услышит молитву твою, помолись обо мне, княгине твоей. Вместе с тобой жила, с тобой и умереть хочу. И юность ещё не оставила нас, и старость не настигла. На кого оставляешь меня и детей своих? Недолго радовалась я с тобой: за весельем пришли плач и слезы, а за утехой и радостью — сетование и плач. Почему не умерла я прежде тебя, чтобы не видеть смерти твоей и своей погибели! Слышишь ли, мой господин, слова мои печальные? Почему не сжалишься над моими горькими слезами! Звери в норы свои идут, птицы небесные к гнездам летят. Ты же, господин, из дома своего так внезапно уходишь. Кто я теперь? Осталась без своего царя. Старые вдовы — утешьте меня, молодые вдовы — плачьте со мной: вдовья доля — самая горькая (…)
— Слово о житии и о преставлении великого князя Дмитрия Ивановича, царя русского

### После смерти мужа
А вы, дети мои, слушайте своее матери во всем, из ее воли не выступайтеся ни в чем. А который сын мой не имет слушати свое матери, а будет не в ее воли, на том не будет моего благословенья

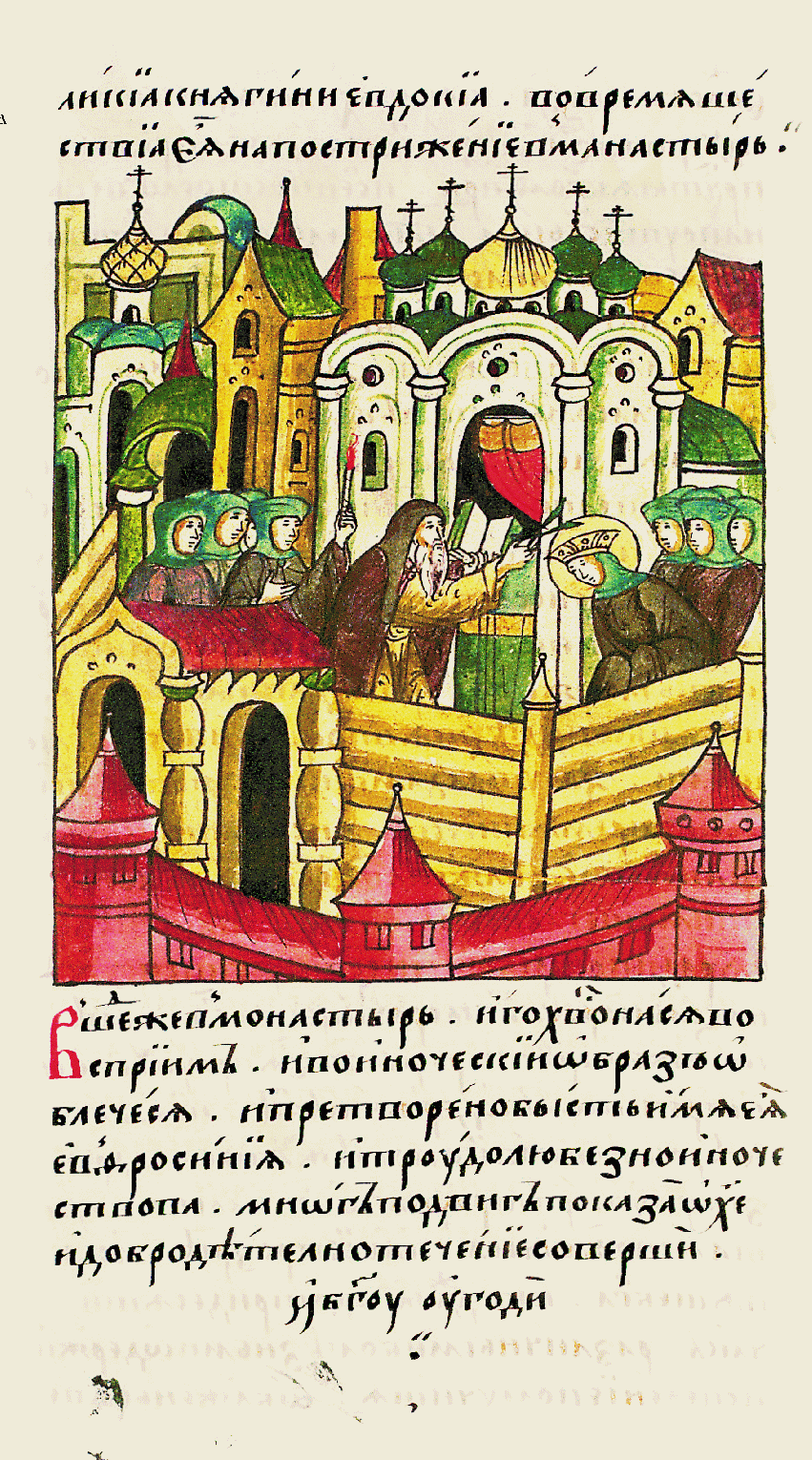
Княгиня принимает постриг (Лицевой летописный свод)

С 1389 года, после кончины своего супруга, Евдокия Дмитриевна фактически стояла во главе Московского княжества, являясь блюстительницей престолонаследия среди сыновей. Она объявлялась гарантом завещания мужа. Согласно Духовной грамоте Дмитрия Донского, она получила более 30 волостей и слобод и свыше 20 крупных сёл, при этом 15 волостей и слобод и 14 сёл передавались в полную собственность вдо́вой княгини. Территориальная княжеская власть в этих владениях (сбор налогов и суд) целиком принадлежала Евдокии Дмитриевне, что делало её политически независимой и экономически самостоятельной. Сыновья Евдокии должны были подчиняться матери и не выходить из её воли. В случае смерти кого-либо из них именно она должна была разделить между оставшимися сыновьями выморочный удел. В случае смерти сына — великого князя — его владения получал следующий по возрасту сын, но удел последнего делила Евдокия. В случае потери кем-то из сыновей части своих владений мать компенсировала её за счёт владений братьев.
Была одной из самых образованных женщин своей эпохи. В столице и других русских городах Евфросиния построила большое число храмов и монастырей, в частности:
- знаменитый Вознесенский женский монастырь (в деревянном исполнении);
- каменный храм в честь Богоматери и украсила его лучшими иконами, утварью, книгами; Рождественский храм был освящён 11 февраля 1393 года в присутствии всей великокняжеской семьи святителем Киприаном, а через два года был расписан лучшими иконописцами — Феофаном Греком и Симеоном Чёрным;
- Горицкий монастырь в Переяславле, построенный на иждивение княгини около 1392 года;
- Церковь Рождества Иоанна Предтечи в Переяславле.

Кроме того, под руководством Евдокии Дмитриевны собиралось ополчение, чтобы защитить Москву от нашествия Тамерлана.
По просьбе княгини положено было победу на Куликовом поле праздновать в Москве 8 сентября с особой торжественностью.
17 мая 1407 года Евдокия Дмитриевна, удалившись в Вознесенский женский монастырь, приняла монашество с именем Евфросинии (современники утверждали, что в тот день случилось около трёх десятков чудес). Через несколько дней инокиня Евфросиния повелела заложить новый каменный Вознесенский собор на месте деревянного. Прожив в иночестве всего несколько недель, 7 июля 1407 года инокиня Евфросиния скончалась и была погребена в строящемся соборе (при взрыве собора в 1929 году её мощи были утрачены, но вновь обретены в 2002 году, после чего перенесены в Архангельский собор Московского Кремля). Со временем преподобную Евфросинию Московскую стали почитать как покровительницу русских государей и заступницу Москвы.
В 1627 году в Московском кремле была устроена дворцовая Евдокиевская церковь (Евдокиинская) (утраченная), полное название храма — Церковь во имя преподобномученицы Евдокии (или Евдокии Дмитриевны).

## Дети
От князя Дмитрия Евдокия Дмитриевна родила восемь сыновей и четыре дочери:

### Сыновья
1. Даниил (1370—1379),
2. Василий (1371—1425) — великий князь Московский (Владимирский),
3. Юрий (1374—1434) — великий князь Московский (Владимирский),
4. Семён (умер в 1379 г.),
5. Иван (1380 —1393) — в монашестве Иоасаф.
6. Андрей (1382—1432) — удельный князь Можайский с 1389 года, родоначальник Можайских князей,
7. Пётр (1385—1428) — князь Дмитровский с 1389, князь Углицкий 1389—1405,
8. Константин (1389 — 1433) — князь Углицкий;

### Дочери
1. София, с 1387 г. супруга кн. Феодора Ольговича Рязанского,
2. Мария, с 1394 г. супруга кн. Лугвения (Семёна) Ольгердовича,
3. Анастасия, с 1397 г. супруга кн. Ивана Всеволодовича Холмского
4. Анна, род. в 1387 г.— супруга кн. Юрия Патрикеевича

## Почитание

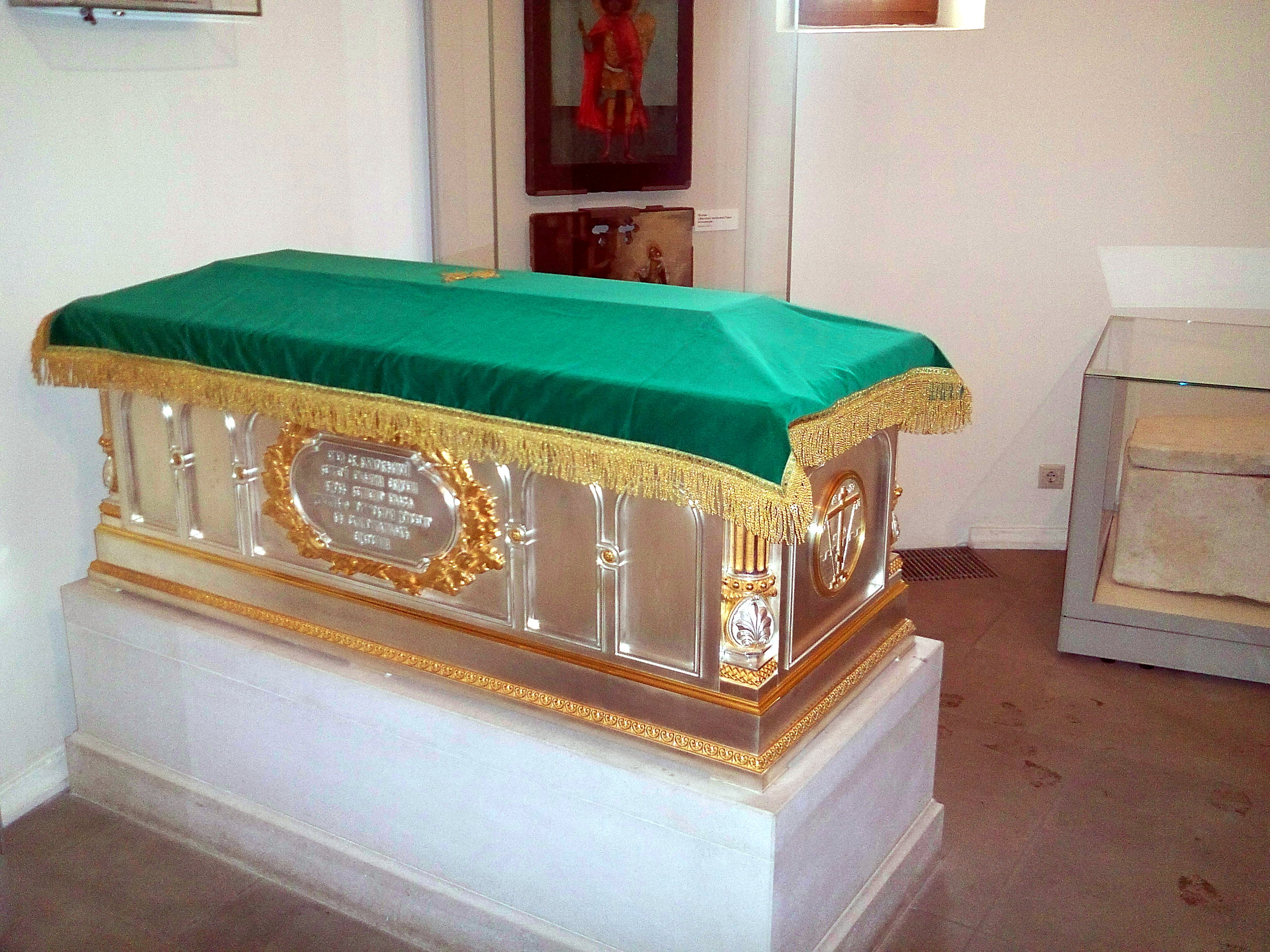
Мощи в приделе Святого Уара. Архангельский собор, Московский Кремль

Была погребена в соборном храме Вознесенского монастыря, после уничтожения которого в 1929 году её останки были перенесены в подклет Архангельского собора Кремля. 28 мая 2008 года, после литургии в Архангельском соборе, совершённой патриархом Алексием II в сослужении викариев Московской епархии, состоялось перенесение её мощей из Судной палаты (подклет Архангельского собора) в придел мученика Уара.
В 2006 году на Нахимовском проспекте в Москве началось строительство храма преподобной Евдокии (Евфросинии) Московской.
В 2007 году по решению Священного синода Русской православной церкви учреждена новая церковная награда — орден и медаль преподобной Евфросинии Московской.
В 2012 году на Рождественском бульваре в Москве на месте сретения Владимирской иконы Божией Матери установлен поклонный крест преподобной Евдокии Московской.
19 ноября 2013 года перед храмом преподобной Евфросинии Московской на Нахимовском проспекте в Москве был открыт памятник супругам святому благоверному великому князю Димитрию Донскому, преподобной Евфросинии и их детям; автор памятника — скульптор Дмитрий Кукколос.
Дни памяти: 17 (30) мая и 7 (20) июля. В 2015 году Синодом Русской православной церкви был учреждён новый церковный праздник — день памяти Дмитрия Донского и княгини Евдокии, приходящийся на 19 мая (1 июня).

## Галерея

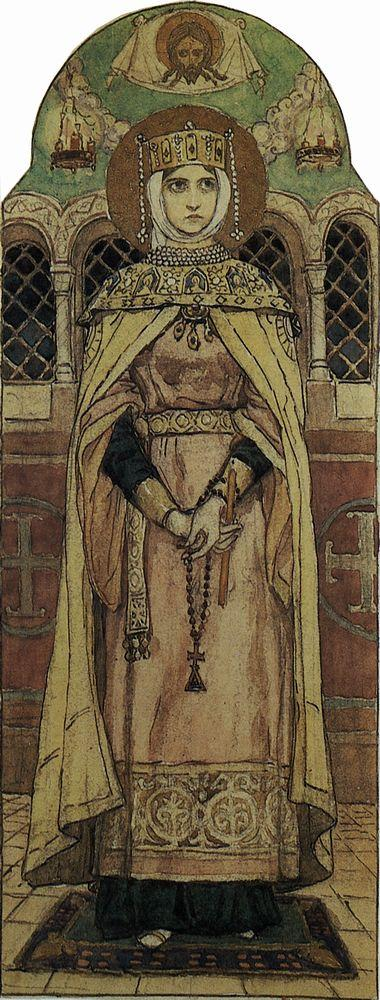
Княгиня Евдокия. Эскиз В.Васнецова для фресок Владимирского собора в Киеве
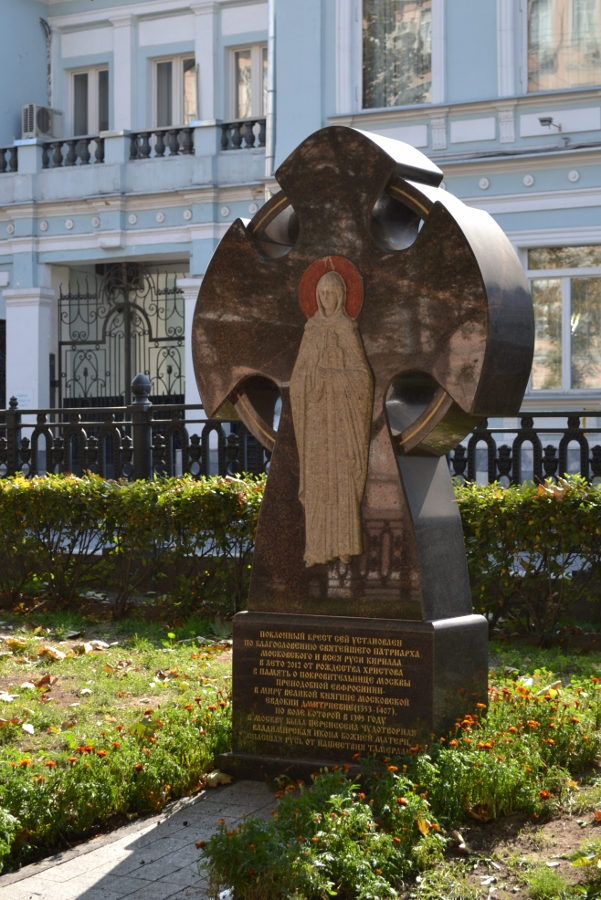
Поклонный крест преподобной Евфросинии Московской на Рождественском бульваре в Москве
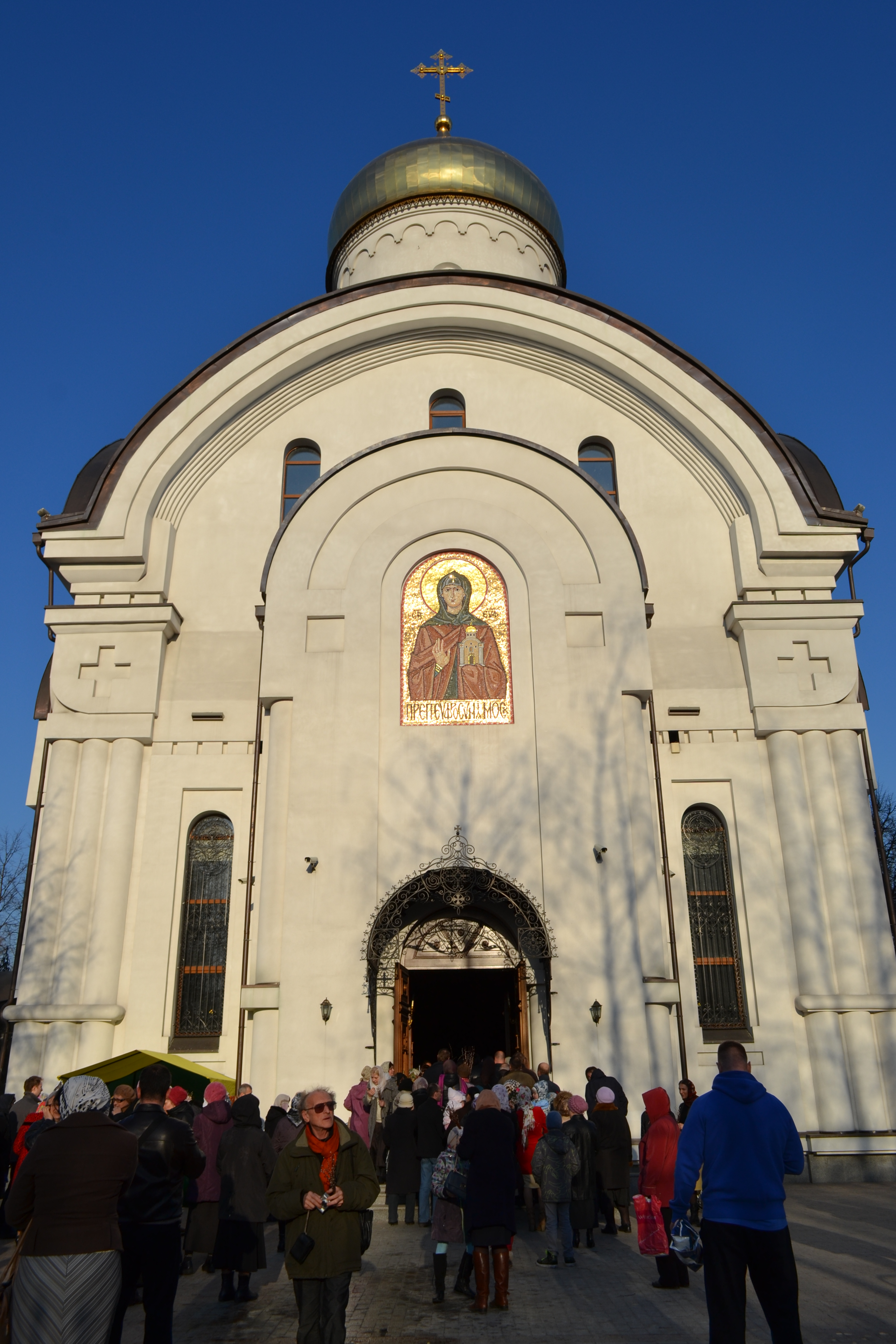
Храм преподобной Евфросинии, великой княгини Московской в Москве - единственный храм в честь святой
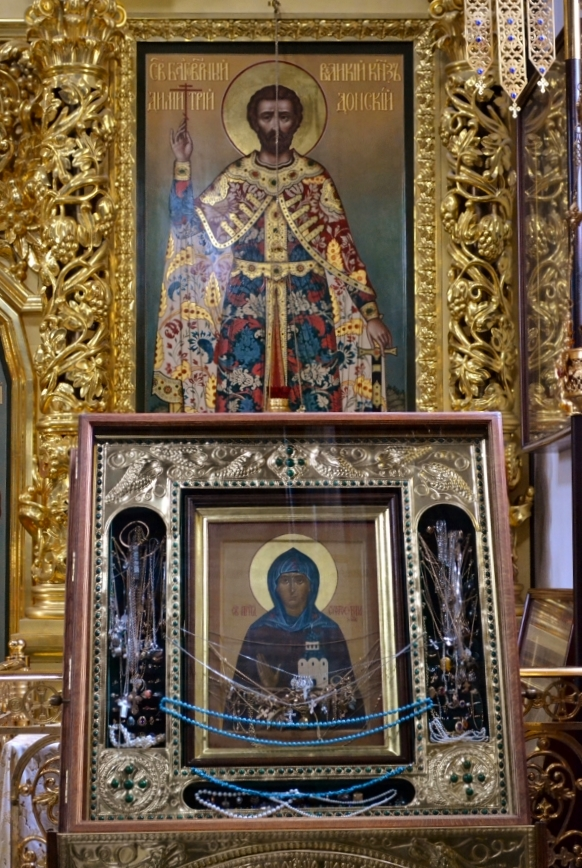
Чудотворная икона преподобной Евфросинии Московской в храме в честь святой